# جغرافیای ملی ابوظبی
جغرافیای ملی ابوظبی (عربی: ناشيونال جيوغرافيك أبوظبي) یک کانال تلویزیونی عربی است که توسط شبکه ملی جغرافیایی عربی پخش می‌شود و متعلق به شرکت رسانه‌ای ابوظبی است و با تلویزیون فاکس همکاری دارد و متعلق به شبکه رسانه والت دیزنی است که از طریق تیل ست، عرب‌ست و یاه‌ست به صورت رایگان دریافت می‌شود.
این کانال در تاریخ ۱ ژوئیه ۲۰۰۹ روی نیل سات آغاز شد، و به برنامه‌های مستندساز علمی، جغرافیایی و علوم طبیعی پرداخت. این کانال از گویش شامی استفاده کرد ولی چند ماه بعد به عربی کلاسیک تبدیل شد.

## برنامه‌های کانال
- مقاله تفصیلی: فهرست برنامه‌های ملی جغرافیایی ابوظبی
- این کانال دارای برنامه‌های جالب و متنوعی است که همه آن را می‌پسندند وبرنامه‌های مهم آن عبارت است از:
- پیچیده‌ترین اصلاحات: چه راه حل‌هایی برای تعمیر برخی از بزرگترین ماشین آلات در جهان مورد نیاز است.
- مهندسی نوابغ: قفس پرنده چگونه آسمان خراش تایپه ۱۰۱ را ساخت؟ در ارتباط با ریچارد هاموند لینک
- روزهای سخت در سیاره: دانشمندان و محققان به دنبال راه حل‌های ریشه‌ای مشکلات و حوادث آبهای عمیق جهان
- اسطوره‌های جهان یخبندان: دسترسی منحصر به فرد به قایق‌ها و نجات دهنده‌ها که آب پر از باکتری را به چالش می‌کشند و در جدال با مرگ برای نجات حیواناتی که در حال مرگ هستند تحت حراست ارتش اقدام می‌کنند.
- حمل و نقل غول پیکر: حمل و نقل غول پیکر در طول زمان برای ارائه در زمان.
- قلاب ماهیگیری: ماهیگیری دشوار است برای گرفتن و با خطراتی که در زمان ابتلا به ماهیگیران رخ داده‌است.
- آخرالزمان: جنگ جهانی دوم: یک مستند شش بخش در مورد جنگ جهانی دوم.